# Diócesis de Satu Mare
La diócesis de Satu Mare (en latín: Dioecesis Satmariensis, en rumano: Dieceza de Satu Mare y en húngaro: Szatmári római katolikus egyházmegye) es una circunscripción eclesiástica de la Iglesia católica en Rumania. Se trata de una diócesis latina, sufragánea de la arquidiócesis de Bucarest. Desde el 30 de abril de 2003 su obispo es Jenő Schönberger.

## Territorio y organización

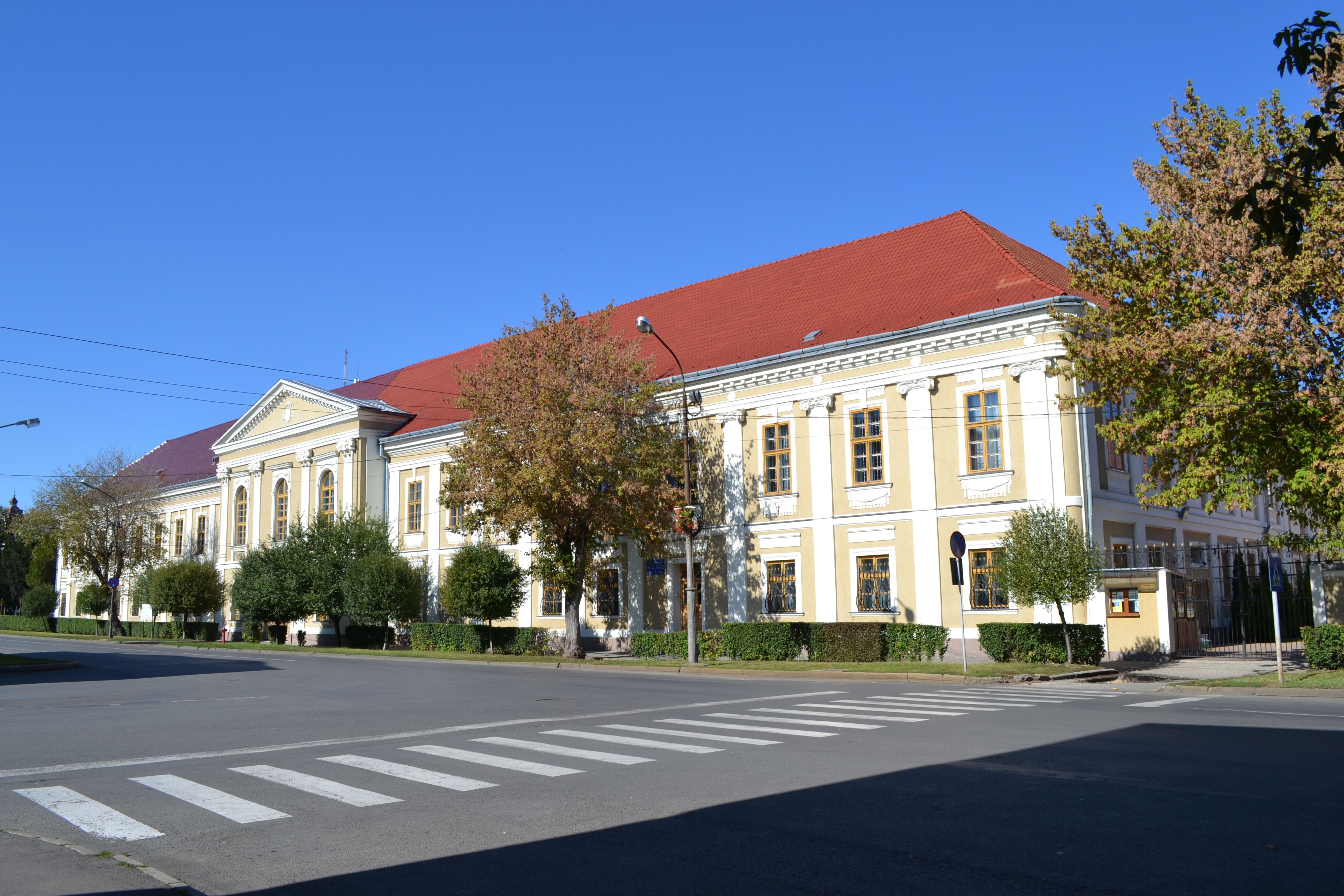
Palacio episcopal en Satu Mare

La diócesis tiene 10 724 km² y extiende su jurisdicción sobre los fieles católicos de rito latino residentes en los distritos de Satu Mare y Maramureș. 
La sede de la diócesis se encuentra en la ciudad de Satu Mare (Szatmárnémeti en húngaro), en donde se halla la Catedral de la Ascensión. 
En 2022 en la diócesis existían 59 parroquias. Los fieles son en su mayoría de habla húngara.

## Historia
La diócesis fue erigida el 23 de marzo de 1804 por el emperador Francisco I de Austria, a la vez rey de Hungría, y el 9 de agosto de 1804 mediante la bula Quum in supremo del papa Pío VII separando territorio de la diócesis de Eger, al mismo tiempo elevada al rango de arquidiócesis. Originalmente era sufragánea de la misma arquidiócesis de Eger. El territorio de la diócesis cubría cinco condados: Sătmar, Ugocea, Maramureș, Ung y Bereg, así como varias comunas en el condado de Szabolcs.
Tras el Tratado de Trianón del 4 de junio de 1920 el Imperio austrohúngaro se disolvió y la diócesis perdió los territorios que quedaron en Checoslovaquia (44 parroquias con 70 sacerdotes y 75 000 feligreses) y en Hungría (14 parroquias con 16 sacerdotes y 13 000 feligreses), en los que se erigieron dos administraciones apostólicas. En Rumania permanecieron 44 parroquias con 80 sacerdotes y unos 75 000 feligreses.
El 5 de junio de 1930, tras el concordato entre la Santa Sede y el Gobierno rumano, mediante la bula Solemni Conventione del papa Pío XI, la diócesis se unió aeque principaliter a la diócesis de Oradea y al mismo tiempo se convirtió en sufragánea de la arquidiócesis de Bucarest. El 28 de junio de 1941 las dos diócesis fueron nuevamente separadas mediante la bula Dioecesium circumscriptionum del papa Pío XII, para ser unidas nuevamente aeque principaliter el 9 de abril de 1948.
Tras la Segunda Guerra Mundial la población alemana de cinco pueblos fue trasladada por completo a Alemania, junto con su sacerdote católico, y fueron seguidos por otros 16 sacerdotes que dejaron la diócesis de forma permanente. Al final de la guerra el territorio de la diócesis estaba repartido entre 4 países: 55 parroquias en Rumania, 40 parroquias en la Unión Soviética, 13 parroquias en Checoslovaquia y 27 parroquias en Hungría.
En 1947 el rey de Rumania abdicó y el país se transformó en una república comunista. Durante el período comunista la Iglesia católica en Rumania atravesó tiempos difíciles y el concordato de 1930 no fue más reconocido. 
Mediante la bula Praescriptionum sacrosancti el 30 de diciembre de 1977 cedió a la diócesis de Košice (hoy arquidiócesis de Košice) las parroquias que, después de la Segunda Guerra Mundial, se encontraban en territorio checoslovaco.
El 18 de octubre de 1982, mediante la bula Quandoquidem del papa Juan Pablo II, las dos diócesis de Satu Mare y Oradea se dividieron nuevamente en dos circunscripciones eclesiásticas distintas.
El 14 de agosto de 1993 la diócesis cedió la parte ucraniana de su territorio para el establecimiento de la administración apostólica de Transcarpacia (hoy diócesis de Mukáchevo) mediante el decreto Quo aptius provideretur de la Sagrada Congregación para los Obispos.
Después de la Revolución rumana de 1989 la vida religiosa se volvió más libre para los católicos en Rumania.

## Estadísticas
Según el Anuario Pontificio 2023 la diócesis tenía a fines de 2022 un total de 56 504 fieles bautizados.
| Año                                                                             | Población            | Población | Población      | Sacerdotes | Sacerdotes    | Sacerdotes    | Bautizados por sacerdote | Diáconos permanentes | Religiosos | Religiosos | Parroquias |
| Año                                                                             | Bautizados católicos | Total     | % de católicos | Total      | Clero secular | Clero regular | Bautizados por sacerdote | Diáconos permanentes | Varones    | Mujeres    | Parroquias |
| ------------------------------------------------------------------------------- | -------------------- | --------- | -------------- | ---------- | ------------- | ------------- | ------------------------ | -------------------- | ---------- | ---------- | ---------- |
| 1949                                                                            | 202 000              | 1 800 000 | 11.2           | 240        | 198           | 42            | 841                      |                      | 36         | 242        | 121        |
| 1990                                                                            | 150 000              | 886 000   | 16.9           | 78         | 74            | 4             | 1923                     |                      | 5          | 67         | 62         |
| 1999                                                                            | 108 000              | 925 000   | 11.7           | 64         | 63            | 1             | 1687                     |                      | 1          | 60         | 57         |
| 2000                                                                            | 110 000              | 630 000   | 17.5           | 59         | 59            |               | 1864                     |                      |            | 42         | 53         |
| 2001                                                                            | 110 000              | 630 000   | 17.5           | 57         | 57            |               | 1929                     |                      |            | 37         | 53         |
| 2002                                                                            | 110 000              | 925 000   | 11.9           | 74         | 74            |               | 1486                     |                      |            | 33         | 57         |
| 2003                                                                            | 98 000               | 900 000   | 10.9           | 74         | 74            |               | 1324                     |                      |            | 43         | 57         |
| 2004                                                                            | 70 000               | 850 000   | 8.2            | 62         | 62            |               | 1129                     |                      |            | 46         | 60         |
| 2010                                                                            | 63 450               | 879 000   | 7.2            | 61         | 61            |               | 1040                     |                      | 7          | 42         | 48         |
| 2014                                                                            | 64 137               | 875 000   | 7.3            | 80         | 79            | 1             | 801                      |                      | 13         | 42         | 48         |
| 2017                                                                            | 61 709               | 791 600   | 7.8            | 75         | 65            | 10            | 822                      |                      | 11         | 25         | 59         |
| 2020                                                                            | 60 300               | 779 290   | 7.7            | 77         | 67            | 10            | 783                      |                      | 11         | 25         | 59         |
| 2022                                                                            | 56 504               | 769 700   | 7.3            | 71         | 62            | 9             | 795                      |                      | 10         | 25         | 59         |
| Fuente: Catholic-Hierarchy, que a su vez toma los datos del Anuario Pontificio. |                      |           |                |            |               |               |                          |                      |            |            |            |

## Episcopologio
- István Fischer de Nagy † (20 de agosto de 1804-18 de septiembre de 1807 nombrado arzobispo de Eger)
- Péter Klobusiczky † (18 de septiembre de 1807-19 de abril de 1822 nombrado arzobispo de Kalocsa)
- Flórián Kovács † (19 de abril de 1822-11 de diciembre de 1825 falleció)
- János Hám † (28 de enero de 1828-30 de diciembre de 1857 falleció)
- Mihály Haas † (27 de septiembre de 1858-28 de marzo de 1866 falleció)
- László Bíró de Kezdi-Polany † (22 de febrero de 1867-12 de enero de 1872 falleció)
- Lőrinc Schlauch † (25 de julio de 1873-26 de mayo de 1887 nombrado obispo de Oradea)
- Gyula Meszlényi † (25 de noviembre de 1887-1905 falleció)
  - Bélá Mayer † (11 de diciembre de 1905-?) (obispo electo)
- Tibor Boromisza † (13 de julio de 1906-9 de julio de 1928 falleció)
- István Fiedler † (16 de octubre de 1930-15 de diciembre de 1939 renunció[nota 1])
  - Sede vacante (1939-1942)
- Beato János Scheffler † (26 de marzo de 1942-25 de marzo de 1952 falleció)
  - Sede vacante (1952-1990)
- Pál Reizer † (14 de marzo de 1990-18 de abril de 2002 falleció)
- Jenő Schönberger, desde el 30 de abril de 2003